# تماشاخانه آگوست ویلسن
تئاتر آگوست ویلسون (انگلیسی: August Wilson Theatre) یک سالن تئاتر متعلق به گروه تئاترهای جوجمسین در شهر نیویورک، آمریکا است. این تماشاخانه پیشتر با نام‌های تماشاخانۀ صنفی، تماشاخانۀ آنتا و تماشاخانۀ ویرجینیا هم شناخته می‌شده است.
این سالن تئاتر که در سال ۱۹۲۵ تاسیس شده در منطقه تئاتر برادوی قرار دارد و دارای ۱٬۲۲۲ نفر ظرفیت است.

## نگارخانه

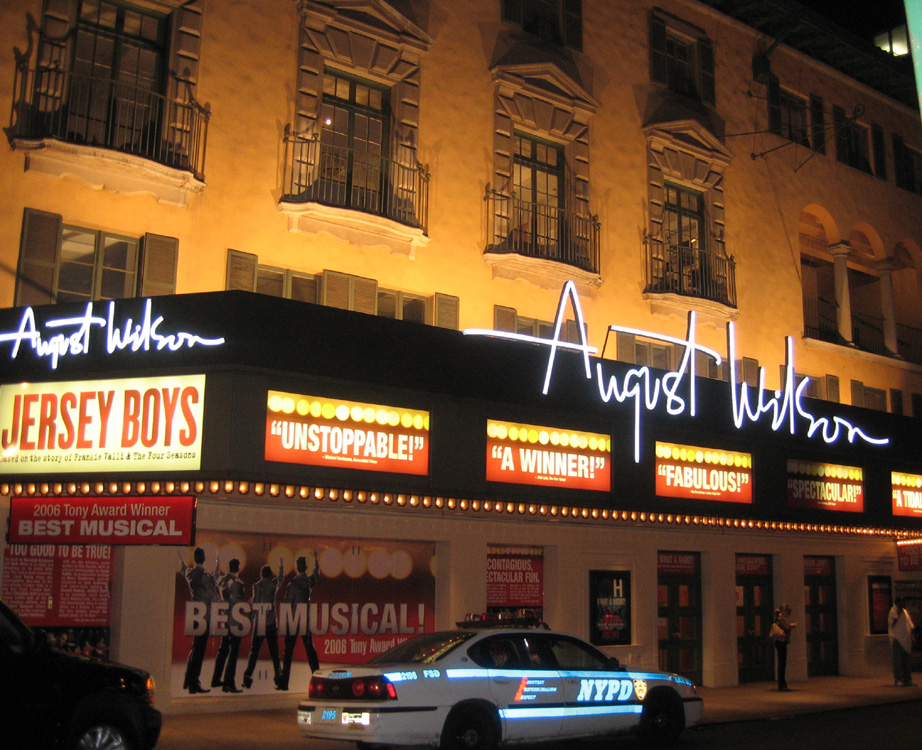
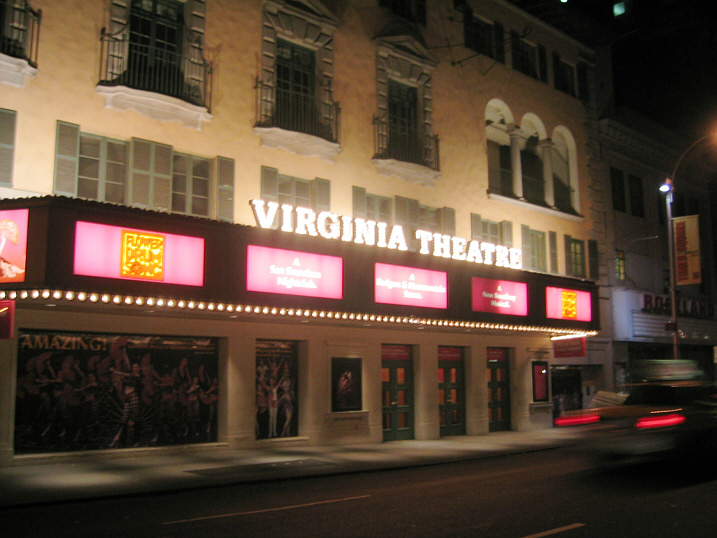